# Isola amministrativa
Un'isola amministrativa è una parte del territorio comunale circondata interamente dal territorio di altro o altri comuni o, più in generale, una parte del territorio appartenente a un'entità di una suddivisione amministrativa (es. provincia, comunità montana, arrondissement, comarca) disgiunta dal corpo principale dell'entità stessa e circondata da altre entità amministrative di tale suddivisione.

## Caratteristiche

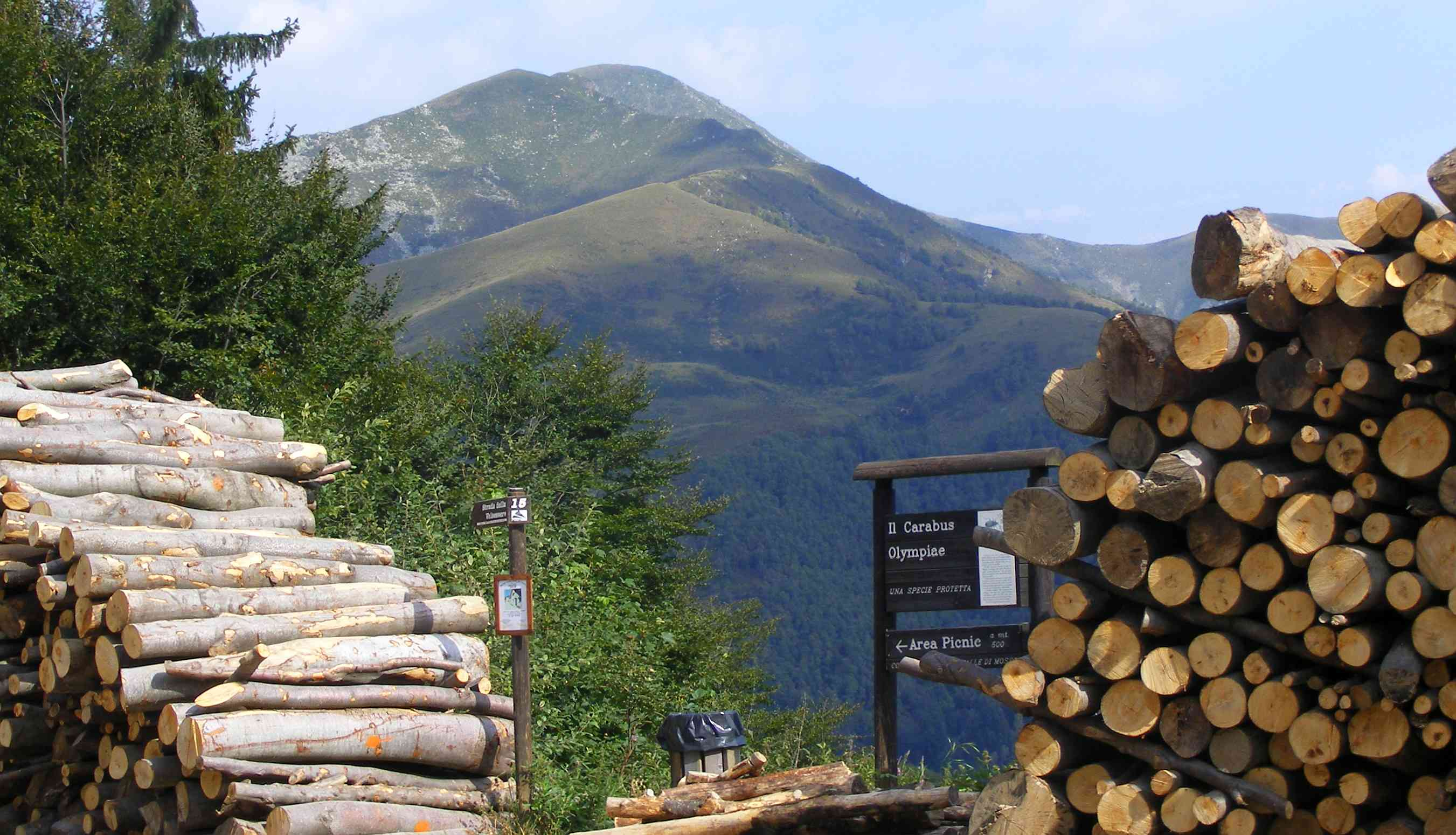
La cima dell'Asnas, punto di convergenza tra le isole amministrative montane di tre comuni del Biellese (Valle San Nicolao, Camandona e Bioglio)

Per l'ISTAT le isole amministrative sono definite come parti di territorio comunale circondate interamente dal territorio di altro o altri Comuni. Nelle elaborazioni censuarie esse sono classificate tra le aree speciali, e in quanto tali a esse viene attribuito un nome e un codice numerico. La parte del territorio comunale che contiene la sede comunale viene invece considerata quella principale.
Sempre a livello di geografia amministrativa viene invece definita isola marina una parte del territorio comunale circondata interamente dall'acqua. Ad esempio l'Isola dei Topi, pur essendo una porzione disgiunta dal corpo principale del comune elbano di Rio Marina, non è isola amministrativa essendo circondata non da altri comuni ma dal mare. Le isole lacustri o quelle fluviali non costituiscono invece generalmente isole amministrative. Questo perché il loro territorio non è di norma disgiunto dal corpo principale del comune di appartenenza, dato che i confini dei comuni rivieraschi si prolungano fino a suddividere tra questi comuni la superficie dei corpi d'acqua interni e le eventuali isole in essi contenute.
Topograficamente le isole amministrative sono un tipo particolare di exclave, costituite non da una porzione di Stato sovrano interamente compresa all'interno di un altro Stato, ma di territori appartenenti a entità amministrative di livello inferiore a quello statale.

## Isole amministrative di livello sovra-comunale
Un territorio disgiunto di una provincia viene considerato isola amministrativa se costituisce parte del territorio provinciale circondata interamente dal territorio di altre province, per una comunità montana se è parte del territorio della comunità montana circondata interamente dal territorio di comuni non appartenenti alla comunità montana e così via.

## Esempi di isole amministrative

### Italia
- Il comune di Fermo (Marche) ha due isole amministrative: Boara (confinante a nord con Montegiorgio, a sud con Belmonte Piceno e Grottazzolina, e a est con Magliano di Tenna) e Gabbiano (confinante a nord con Mogliano e Francavilla d'Ete, a sud con Massa Fermana e a est con Montegiorgio; sul lato di Mogliano, questa confina con la provincia di Macerata).
- Il comune di Tremestieri Etneo (Sicilia) ha una isola amministrativa, Canalicchio (Tremestieri Etneo), confinante con Catania, Sant'Agata li Battiati, San Giovanni la Punta e San Gregorio di Catania.
- Il comune dell'Aquila presenta un'exclave in territorio montano, al confine con il parco regionale naturale del Sirente - Velino e la riserva naturale Montagne della Duchessa.
- Polline Martignano è un'exclave del comune di Roma nel territorio del comune di Anguillara Sabazia;
- Il comune di Taranto ha sei isole amministrative, incastonate tra i comuni di Martina Franca, Grottaglie, San Marzano, Lizzano, Fragagnano e Pulsano, per un'estensione complessiva di 45,99 km² (il 18,4% del territorio comunale).
- Il comune di Torino ha la piccola exclave di Famolenta, circondata dal comune di Settimo Torinese; deriva dagli antichi possedimenti terrieri dell'Abbadia di Stura.
- Il comune di Alatri (in provincia di Frosinone) comprende l'isola amministrativa di Pratelle, territorio situato tra il comune di Collepardo (nel Lazio, in provincia di Frosinone) e il comune di Morino (in Abruzzo, in provincia dell'Aquila).
- Il comune di Città di Castello (Umbria) ha un'isola amministrativa, Monte Ruperto, nella provincia di Pesaro-Urbino (Marche);
- Il comune di Ferentino (in provincia di Frosinone) ha giurisdizione amministrativa sul territorio compreso tra la frazione di Porciano e il lago di Canterno, isola amministrativa situata tra i seguenti comuni della medesima provincia: Anagni, Acuto, Fiuggi, Trivigliano, Fumone.
- Il Castello di Rocchette, territorio facente parte del comune di Gallese, in provincia di Viterbo, ma circondato interamente dal territorio della provincia di Rieti.
- Il comune di Magliano Alpi (in provincia di Cuneo) è suddiviso in due territori: il primo vicino al comune di Mondovì (420 m di altitudine), dove è insediato il comune; il secondo territorio si trova sulle Alpi Liguri, vicino ai paesi di montagna di Ormea, Frabosa Soprana e Prato Nevoso.
- Il territorio del comune di Podenzana (provincia di Massa Carrara) ha l'isola amministrativa di Montedivalli, terra del popolo ligure-apuano, seno di Toscana cinto dai comuni liguri di Bolano (SP), Follo (SP), Calice al Cornoviglio (SP) e dal comune toscano di Tresana (MS), terra di confine dove convergono l'Appennino ligure e l'Appennino tosco-emiliano;
- Il comune di Quartucciu, nella città metropolitana di Cagliari, ha un'isola amministrativa tra i territori dei comuni di Quartu Sant'Elena e Selargius.
- Il comune di Olbia comprende l'isola amministrativa di Berchiddeddu, territorio situato tra il comune di Alà dei Sardi, il comune di Loiri Porto San Paolo, il comune di Monti e il comune di Padru.
- Il comune di Tempio Pausania comprende l'isola amministrativa di Bassacutena e del territorio di San Pasquale non appartenente al comune di Santa Teresa Gallura.
- Il comune di Gonnosfanadiga (Sud Sardegna) comprende l'isola amministrativa di Pardu Atzei, che si sviluppa lungo le pendici est del monte Arcuentu, il cui territorio è situato tra il comune di Arbus e il comune di Guspini.
- Il territorio del Comune di Soraga di Fassa (in provincia di Trento) è diviso in due porzioni, separate dal comune di Moena: una si trova a fondo valle ed è centrata sul capoluogo, l'altra si trova in quota, a est sul Passo San Pellegrino, al confine con il Veneto;
- I comuni di Arzana, Gairo, Lanusei e Loceri (provincia di Nuoro) hanno delle isole amministrative bagnate dal mare;
- Il comune di Roghudi, nella città metropolitana di Reggio Calabria, ha il centro amministrativo situato in una minuscola enclave del comune di Melito di Porto Salvo, che dista circa 40 km dalla restante parte, preponderante, del territorio comunale.
- Il comune di Teano (CE) ha come exclave la frazione di Magnano, situata all'interno del comune di Caianello;
- il comune di Umbertide (PG) ha la frazione di Leoncini, un triangolo rovesciato - quasi un cuore - incastonata tra la Toscana (comune di Cortona - AR) da una lato e il comune umbro di Città di Castello sugli altri due;
- Serra del Ponte, territorio facente parte del comune di Tricarico, in provincia di Matera, ma circondato interamente dal territorio della provincia di Potenza.
- Numerosi comuni del Biellese centrale comprendono isole amministrative montane in Val Sessera o nell'alta Valle del Cervo: si tratta di aree di pascolo nelle quali tradizionalmente gli allevatori di tali comuni collinari, durante la bella stagione, trasferiscono il proprio bestiame mediante la pratica della transumanza. Lo stesso vale per diversi comuni della Valchiusella (Brosso, Traversella, Valchiusa, Val di Chy, Vistrorio) e della Valle Sacra (Colleretto Castelnuovo, Cintano, Castelnuovo Nigra, Castellamonte) in provincia di Torino. Per lo stesso motivo anche i comuni di Carapelle Calvisio e Castelvecchio Calvisio (in provincia dell'Aquila) possiedono alcuni lembi di terra all'interno della piana di Campo Imperatore.
- In Friuli-Venezia Giulia, il comune di Grimacco possiede un'exclave (la frazione di Scale) all'interno del comune di Drenchia. Drenchia, a sua volta, possiede un'exclave (la frazione di Malinsche) all'interno del comune di Grimacco.
- In Veneto, il comune di Caorle è tagliato in due da una sottile striscia di territorio appartenente al comune di San Stino di Livenza, separando il capoluogo dalla zona di San Giorgio di Livenza.
- In Campania, il comune di Villaricca è, probabilmente, tagliato in due da una striscia di territorio appartenente al comune di Calvizzano, separando il capoluogo dalla zona di Torretta-Scalzapecora.

### Liechtenstein

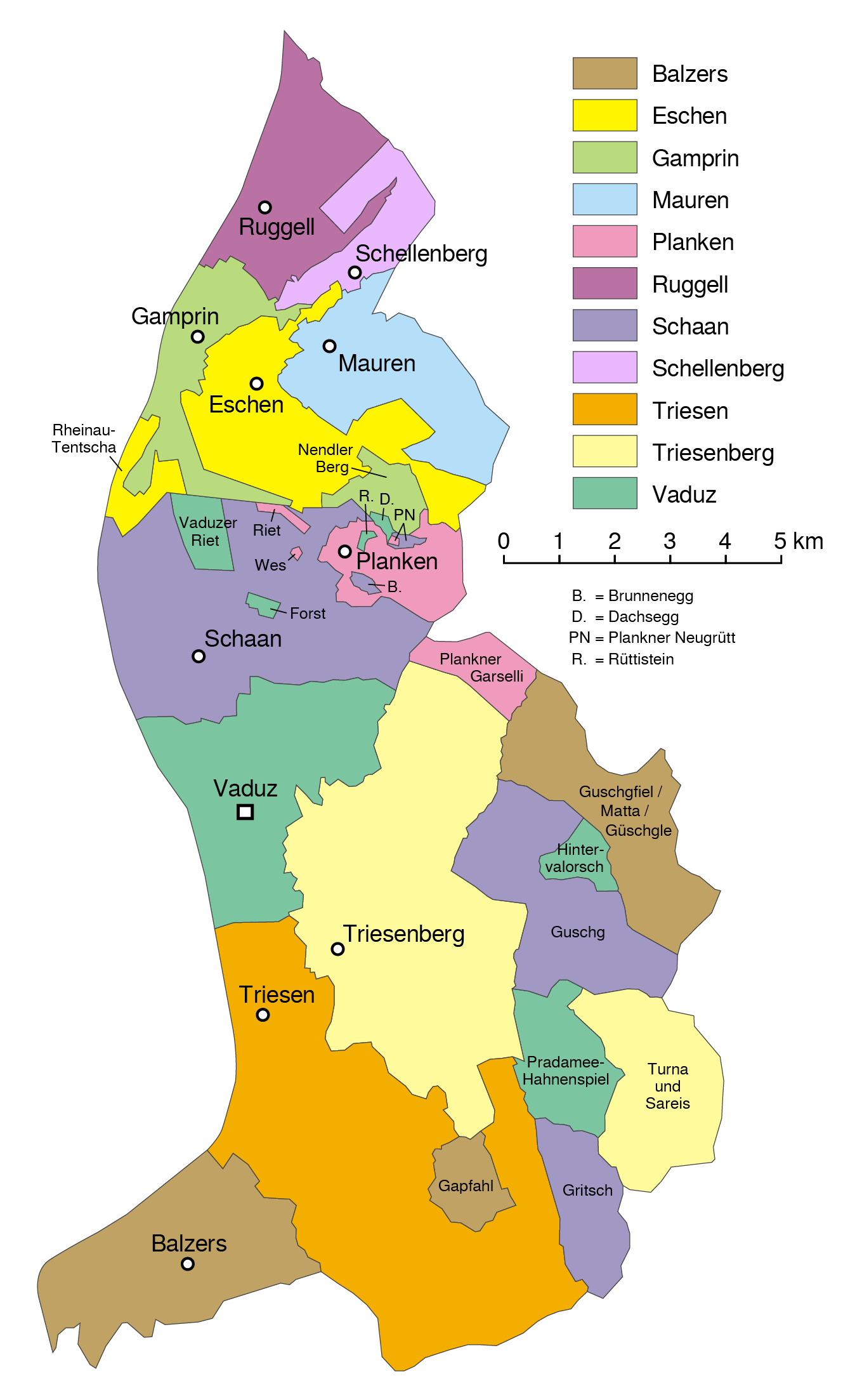
Suddivisione del Liechtenstein in comuni; nella mappa possono essere riconosciute molte isole amministrative

I comuni del Liechtenstein possiedono numerose isole amministrative gli uni all'interno degli altri; ad esempio
- una parte del comune di Balzers è circondata dai territori comunali di Triesen e Triesenberg. Il comune di Balzers possiede inoltre una seconda isola amministrativa compresa tra i territori di Schaan, Vaduz, Planken, Triesenberg e l'Austria;
- una parte del comune di Planken è circondata da un'isola amministrativa del comune di Balzers, dal corpo principale dei comuni di Schaan e Triesenberg e dall'Austria. Planken possiede una seconda isola amministrativa all'interno del comune di Schaan e una terza tra Schaan e Gamprin;
- una parte del comune di Triesenberg è circondata da due isole amministrative di Schaan, una di Vaduz e dall'Austria.

### Mongolia
Il comune di Ulan Bator è suddiviso in tre parti, due delle quali sono isole amministrative circondate dalla provincia del Tôv.

### Spagna
- Il comune di Mayorga, in provincia di Valladolid, possiede due isole amministrative: una interna alla provincia stessa, circondata dai comuni di Becilla de Valderaduey, Villavicencio de los Caballeros, Valdunquillo, La Unión de Campos e Urones de Castroponce; la seconda isola amministrativa (Dehasa de San Vicente) è circondata invece da territori comunali ricadenti nella provincia di León.
- Il comune di Fuente Palmera (provincia di Cordova, Andalusia) possiede due isole amministrative circondate da comuni compresi nella provincia di Siviglia.